# Березанська суконна фабрика
ТОВ «Березанська суконна фабрика» — текстильне підприємство у Березані Київської обл.
Продукція:
- вовняні та напіввовняні ковдри
- пледи
- байка взуттєва вовняна